# Professional Developers Conference
Professional Developers Conference (eller PDC) är en Microsoftkonferens för mjukvaruutvecklare, vanligtvis Windows-utvecklare.
Den innehåller ny och framtida teknologi från Microsoft som endast händer under åren då det finns något nytt att prata om. Konferensen hålls vanligtvis av Los Angeles Convention Center i Los Angeles, Kalifornien.

## Händelser
- Juli 1992 - Los Angeles, Kalifornien
  - Känd som Win32 Professional Developers Conference
  - Win32 API demonstreras för första gången och kodnamnet "Chicago" nämns som senare blev Windows 95
  - 1,400 utvecklare fanns på plats[1]
- September 1997 - San Diego, Kalifornien[1]
  - Windows NT 5.0 demonstreras för första gången
  - 6 200 personer fanns på plats
- 11-14 juli 2000 - Orange County Convention Center i Orlando, Florida[2]
  - .NET Framework och Visual Studio .NET meddelades och en första betaversion gavs ut till de som fanns på plats
  - Programmeringsspråket C# meddelades och demonstrerades
  - ASP+, efterföljaren till Active Server Pages meddelades; namnet ASP.NET uppkom senare under året
  - Ett slut på Windows 9x-linjen meddelades, och att ett nytt operativsystem med kodnamnet "Whistler" planeras att släppas 2001
  - Internet Explorer 5.5 släpptes
  - 6,000 utvecklare fanns på plats
- 22-26 oktober 2001 - Los Angeles Convention Center i Los Angeles, Kalifornien.[3]
  - Release candidate-versioner av .NET Framework och Visual Studio .NET meddelades under Bill Gates presentation.
  - Windows XP släpptes för allmänheten.
  - Introduktion av Tablet PC-datorer inklusive ett verktyg för mjukvaruutveckling.
  - .NET My Services (kodnamn Hailstorm) meddelades.
  - .NET Compact Framework introduceras.
  - Internet Information Services version 6 diskuteras för första gången.
  - The Counting Crows framträder på PDC-festen i Staples Center.
- 27-30 oktober 2003 - Los Angeles Convention Center i Los Angeles, Kalifornien.
- 13-16 september  2005 - Los Angeles Convention Center i Los Angeles, Kalifornien.
- 27-30 oktober 2008 - Los Angeles Convention Center i Los Angeles, Kalifornien.[4]
  - Windows 7 och webbaserade Office 14 demonstreras för första gången .
  - Windows Azure, Microsofts datacenter-värdplattform introduceras.
  - Outlook till .NET 4.0, Visual Studio 2010 och en ny .NET Application Server (kodnamn "Dublin").
  - Microsoft PixelSense SDK släpps och SecondLight, nästa generationens PixelSense-prototyp demonstreras för första gången.
- 17-20 november 2009 - Los Angeles, Kalifornien[5]